# 赫維采爾克
赫維采爾克（Hvítserkr，意思為白衫），是著名的維京人拉格納·洛德布羅克和亞絲拉琪的兒子之一。赫維采爾克出現在《拉格納之子的故事（Tale of Ragnar's Sons (Ragnarssona þáttr)）》之中，證明了赫維采爾克是真實存在的人物。維京雄獅的領導人之一「拉格納之子」哈夫丹跟赫維采爾克從未在任何文本中同時出現，因此某些學者認為兩者是同一人，而赫維采爾克只是哈夫丹的暱稱。
在報了殺父之仇後，他前往了加爾哈黎傑 [Gardarike (Garðaríki)]。赫維采爾克被羅斯人 (Rus) 擊敗，羅斯人讓赫維采爾克決定自己的死法，於是赫維采爾克被活活燒死在屍體堆成的柱子上。
烏克蘭歷史學家Leontii Voitovych推測赫維采爾克可能是基輔 (Kievan) 王子阿斯考德 (Askold) 的別名。
在電視劇維京傳奇中，赫維采爾克是拉格納與亞斯拉琪的兒子，由 Marco Ilsø 飾演。